# Zoltan Vamoș
Zoltan Vamoș   (Timișoara, 27 de gener de 1936 - Timișoara, 2001) fou un atleta romanès, especialista en curses de mig fons, que va competir durant les dècades de 1950 i 1960.
El 1960 va prendre part en els Jocs Olímpics d'Estiu de Roma, on fou cinquè en la cursa dels 1.500 metres del programa d'atletisme.
En el seu palmarès destaquen una medalla de plata en els 3.000 metres obstacles al Campionat d'Europa d'atletisme de 1962, una de plata en els 1.500 metres a les Universíades de 1961 i una de bronze al Festival Mundial de la Joventut i els Estudiants de 1957. Va guanyar 10 campionats dels Balcans: dos dels 800 metres (1959 i 1960), quatre dels 1.500 metres (1959, 1960, 1961 i 1962), un dels 5.000 metres (1962) i dos dels 3.000 metres obstacles (1965 i 1966). Va ser campió de Romania dels 1.500 metres el 1962 i dels 3.000 metres obstacles el 1965, 1966 i 1967 i va millorar els rècords nacionals dels 800, 1.500 metres i 3.000 obstacles.

## Millors marques
- 800 metres. 1' 48.2" (1959)
- 1.500 metres. 3' 40.5" (1960)
- 3.000 metres obstacles. 8' 34.0" (1966)[7]